# 285
سنة 285 م (بالأرقام الرومانية: CCLXXXV) كانت سنة بسيطة تبدأ يوم الخميس (الرابط يظهر نموذج الجدول الزمني الكامل للسنة) من التقويم اليولياني. بدأت تسمية السنة ب285 منذ العصور الوسطى المبكرة، عندما أصبح تقويم أنو دوميني هو الأسلوب السائد في أوروبا لتسمية السنوات.

## أحداث
- بداية الحروب البيزنطية الساسانية في 285 والتي انتهت في 628.